# Karancsberény
Karancsberény é um município da Hungria, situado no condado de Nógrád. Tem 23,14 km² de área e sua população em 2015 foi estimada em 850 habitantes.